# Nefarmakološki uzroci trombocitopenija
Nefarmakološki uzroci trombocitopenija  mogu biti posledica postoperativnih zahvata, imunoloških i sistemskih bolesti, intoksikacije i metabolički poremećaji, infekcije ili smanjen veka trombocita.

## Operativnim i drugim zahvatima izazvana trombocitopenija
U bolesnika sa kardiohirurškim by-pass operacijama trombocitopenija i prolazna trombocitna disfunkcija su uobičajne promene i nastaju kao rezultat hemodilucije, krvarenja i potrošnje na ekstrakorporalnim perfuzionim aparatima.
Trombocitopenije mogu nastati i tokom primene intra-aortnih balon pumpi (IABP). Po implantaciji IABP, broj trombocita pada na minimum oko trećeg
dana, potom se zadržava relativno stabilan, da bi se nakon dva do tri dana nakon vađenja pumpe vratio na normalu. Ukoliko broj trombocita dalje nastavi da pada i posle trećeg/četvrtog dana od implantacije IABP, potrebno
je posebno razmotriti HIT. Trombocitopenija uglavnom blagog stepena (prema liberalnoj definiciji) registruje se u 43–58 % bolesnika sa IABP, mada se broj trombocita <50x109/L javlja u 10 % slučajeva.

## Trombocitopenije uzrokovane imunološkim i sistemskim bolestima
Trombocitopenije mogu uzrokovati sledeće imunološke i sistemske bolesti: 
- Bolesti vezivnog tkiva (sistemski lupus eritematodes, vaskulitisi i sl.)
- Postransfuziona purpura (PTP)
- Antifosfolipidni sindrom
- Limfoproliferativne bolesti
- Hemofagocitni sindrom
- Neonatalna aloimuna trombocitopenija
- Gestaciona trombocitopenija
- Neke infekcije (HIV, rubela, virusni hepatitisi, CMV, Lajmska bolest, H. pylori
- Autoimuni poremećaji (tiroiditis, kolitis, sarkoidoza)

## Intoksikacija i metabolički poremećaji
Trombocitopenije mogu uzrokovati alkoholizam, osvežavajući napici sa kininom (tonic, bitter lemon), tahini, Lupinus termis pasulj, Jui biljni čaj, masivna transfuzija i uobičajene doze transfuzija u okviru posttransfuzione trombocitopenije, opekotine, hipotermija, hipotiroidizam, hipersplenizam, mijelodisplastičke bolesti,  nutritivni deficiti.

## Infekcijom uzrokovane trombocitopenije
Trombocitopenija uzrokovana infekcijom se javlja u 50–75 % bolesnika sa bakterijemijom ili fungemijom i u približno svih bolesnika sa septičkim šokom ili DIK-om, kao i bolesnika sa HIV-om.
Poznato je da septičke embolije, infektivni endokarditis ili aneurizmalne
tromboze, mogu dovoditi do trombocitopenije ili ishemije ekstremiteta ili drugih organa. Mikrovaskularne tromboze u bolesnika sa sepsom se uz deficit prirodnih antikoagulanasa (protein C/S, antitrombin), DIK manifestuju
ishemijama i nekrozama.6,25 Maligne bolesti se često komplikuju trombocitopenijama koje mogu biti uzrokovane infiltracijom kostne srži, imunim mehanizmom preko trombocitnih glikoproteinskih antitela, antineoplastičkim lekovima, DIK-om i trombotičkim mikroangiopatijama
TTP i HUS.

## Trombocitopenije izazvane kraćim vekom trombocita
Trombocitopenije mogu nastati usled smanjenja veka trombocita u nekim teškim cijanogenim manama praćenim eritrocitozom. U valvularnim srčanim manama, naročito aortnoj stenozi, trombocitopenije mogu biti udružene sa redukcijom visokomolekulskog multimera Von Willebrandovog faktora, dok su u nekim slučajevima one udružene sa nastankom intrakardijalnih tromboza (potrošna trombocitopenija) i plućne hipertenzije.